# Abbaye de Gramzow
L’abbaye de Gramzow est une ancienne abbaye de prémontrés à Gramzow dans le Brandebourg, en Allemagne.

## Géographie
Le stift se situe dans l'Uckermark, sur la rive sud du Haussee (de) près de Prenzlau. Les vestiges conservés de l'église se dressent dans la partie nord du village actuel.

## Histoire
La première mention du village de Gramzow, propriété de l'abbaye de Grobe (de) près d'Usedom, qui est de l'ordre des prémontrés, date de 1168. Vers 1177, le duc Bogusław Ier de Poméranie y fonde un monastère indépendant des Prémontrés. Pour cela, il échange Gramzow, qui n'est plus mentionné comme propriété de Grobe en 1177, contre le village de Caruiz.
Il peut également y avoir eu des influences du chapitre de la cathédrale de Ratzebourg, en raison du patronage commun de Marie et de l'évangéliste Johannes. La participation de chanoines de Jerichow (de) n'est pas non plus à exclure. On ne sait pas jusqu'où la dotation initiale de l'abbaye va au-delà de Gramzow. Après quelques années, l'abbaye est gravement endommagée à cause de la guerre.
La reconstruction commence vers 1216. En 1236, il reçoit le village de Tristingow près de Suckow contre le village monastique de Wollenthin près de Prenzlau. Briest et Meichow appartiennent très tôt à la propriété fermée. Les prémontrés détenaient des parts dans Lützlow et Weselitz. Zehnebeck et Wendemark furent probablement ajoutés dans la première moitié du XIVe siècle, suivis de Fredersdorf et Melzow avant 1354. Le nom de Ratzebourg pour un village abandonné près du Rathsburgsee près de Blankenburg remonte à l'origine des premiers chanoines.
Après l'introduction de la Réforme protestante dans le Brandebourg, l'abbaye est dissoute en 1534 puis devient un amt de la marche de Brandebourg. En 1687, elle est cédée aux huguenots venus dans le pays en tant que réfugiés religieux. Cependant, en juillet 1714, le monastère brûle. Les vestiges servaient de source de matériaux à de nombreux habitants ; en 1838, le ministère prussien ordonne d'interdire de nouvelles démolitions puis en fait un monument en 1885. La partie ouest est conservée à l'état de ruine. Les bâtiments conventuels sont démolis.
Des fouilles sont effectuées en 1996-1997, mais ne donnent aucun révélation sur les bâtiments antérieurs ou le plan d'étage d'origine.

## Architecture
L'église abbatiale, aujourd'hui en ruine, fut probablement édifiée dans la première moitié du XIVe siècle. Elle est conçue comme une salle en brique à trois nefs et comporte quatre travées. La conception originale de l'extrémité orientale est inconnue.
Des parties du mur ouest de l'église avec de hauts contreforts restent. Des vestiges de la chapelle dépassent de la façade ouest sur trois côtés, pour lesquels aucun modèle typologique n'est connu sous cette forme. Les encadrements de fenêtres sont également conservés. Au-dessus de la chapelle hexagonale se trouvent les restes d'un étage supérieur massif et rectangulaire transversalement. Il y a des restes de l'ancien pignon aveugle occidental dessus. Cette partie ne fut peut-être pas construite en même temps que la chapelle.
Les piliers occidentaux subsistants de la nef sont construits sur un plan d'étage irrégulier. Elles ont un profil complexe. Il y a de larges gabarits semi-circulaires accompagnés de barres rondes. Les crêtes de briques placées au-dessus du coin sont situées entre des gabarits semi-circulaires. Des profils similaires, bien qu'un peu plus simples, peuvent être trouvés sur l'église de l'abbaye de Chorin et sur l'église franciscaine de Berlin (de). Les restes du fronton sont pourvus de paires d'écrans à lancettes à deux voies. Ils sont encadrés par des entretoises à décors ajourés. Il y a des similitudes avec le pignon est de l'église Sainte-Marie de Greifswald (de).

## Source de la traduction
- (de) Cet article est partiellement ou en totalité issu de l’article de Wikipédia en allemand intitulé « Kloster Gramzow » (voir la liste des auteurs).